# Telolotla
Telolotla är en ort i Mexiko.   Den ligger i kommunen Zihuateutla och delstaten Puebla, i den sydöstra delen av landet, 150 km nordost om huvudstaden Mexico City. Telolotla ligger 847 meter över havet och antalet invånare är 928.
Terrängen runt Telolotla är huvudsakligen kuperad, men norrut är den bergig. Runt Telolotla är det ganska tätbefolkat, med 86 invånare per kvadratkilometer. Närmaste större samhälle är Huauchinango, 15,5 km väster om Telolotla. I omgivningarna runt Telolotla växer i huvudsak städsegrön lövskog.